# História da linguística

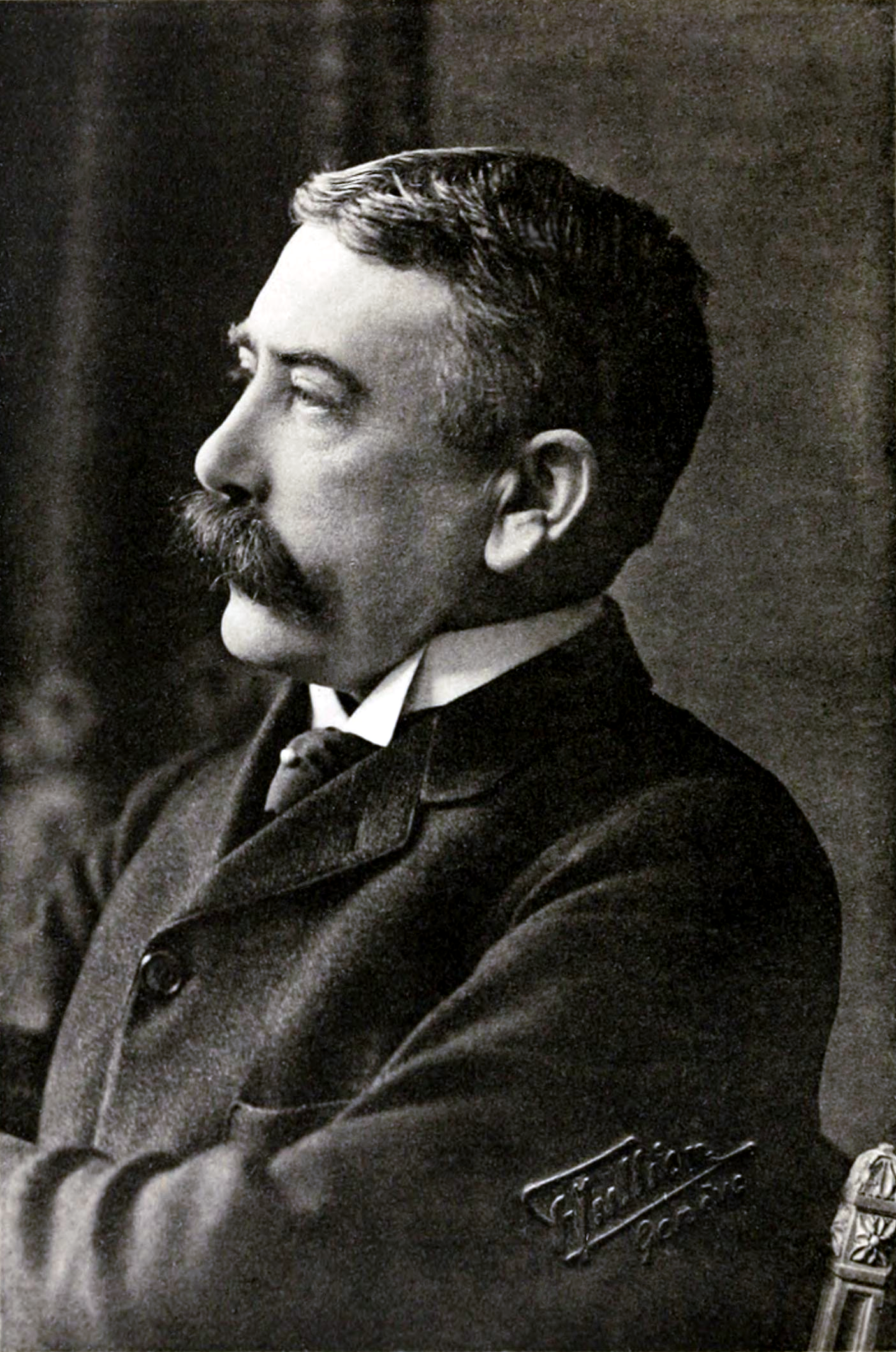
Ferdinand de Saussure é considerado o fundador da linguística moderna.

A história da linguística remonta ao desenvolvimento da linguística como ciência da linguagem. Através dos séculos, muitos estudiosos se debruçaram sobre a análise formal, o significado e o uso linguístico em diferentes contextos. Desde a Idade Antiga até a contemporaneidade, diversas teorias surgiram em torno de fenômenos da linguagem.
A linguagem começou a ser estudada sistematicamente pelo gramático indiano Pānini no século VI a.C. Por volta do século IV a.C., alguns estudiosos da China também desenvolveram as próprias tradições gramaticais. Aristóteles lançou as bases da linguística ocidental como parte do estudo da retórica em sua Poética, datada entre 335 a.C. e 323 a.C. As tradições da gramática árabe e hebraica desenvolveram-se durante a Idade Média em um contexto religioso, tal como a gramática sânscrita de Pānini.
As abordagens modernas de encarar os fenômenos linguísticos começaram a se desenvolver no século XVIII, quando a disciplina clássica da retórica foi gradualmente removida. Durante o século XIX, o estudo da linguagem passou a ser considerado parte da psicologia e da biologia, visão base para atual corrente anglo-americana. No entanto, essa integração foi questionada no início do século XX com Ferdinand de Saussure, que finalmente estabeleceu a linguística como disciplina autônoma. Segundo a concepção saussuriana, a linguística geral consiste no estudo da linguagem como um sistema semiótico que inclui a análise da fonologia, da morfologia, da sintaxe e da semântica. A abordagem do cientista, por sua vez, pode ser sincrônica ou diacrônica.
Depois de Saussure, muitos outros nomes marcaram o desenvolvimento da linguística, direta ou indiretamente, como Noam Chomsky, Mikhail Bakhtin, Roman Jakobson, Émile Benveniste, Louis Hjelmslev, Leonard Bloomfield, John Langshaw Austin, Algirdas Julien Greimas, Michel Foucault, Antoine Meillet etc. Hoje, a linguística é considerada como um campo de diálogos interdisciplinares produtivos, relacionada a um grande número de abordagens científicas, como é o caso da linguística aplicada, da linguística antropológica, da psicolinguística, da neurolinguística, da linguística computacional, entre outros.
A história da linguística acompanha o desenvolvimento do estudo sistemático da linguagem humana ao longo dos séculos. De um campo voltado para a descrição gramatical e filosófica da linguagem, a linguística se transformou em uma ciência autônoma com métodos e objetivos próprios. Ao longo de sua trajetória, diferentes tradições culturais e escolas teóricas contribuíram para moldar esse campo de conhecimento, com abordagens que vão desde a gramática normativa até teorias cognitivas e computacionais modernas. Halliday, M.A.K.; Webster, Jonathan. On Language and Linguistics. London: Continuum International Publishing Group, 2006.

## Linguística na Antiguidade
O estudo da linguagem remota à Antiguidade, com registros sistemáticos na India, na Grécia, na China e no mundo árabe. 

### Babilônia
Os primeiros textos linguísticos — registrados com escrita cuneiforme em pequenas tábuas de argila — datam de quase quatro mil anos atrás. Nos primeiros séculos do segundo milênio a.C., no sul da Mesopotâmia, surgiu uma tradição gramatical que durou mais de 2.500 anos. Os textos linguísticos das primeiras partes da tradição eram listas de substantivos em sumério (uma língua isolada, ou seja, uma língua sem parentes genéticos conhecidos). Era a língua dos textos religiosos e jurídicos da época. 
O sumério estava sendo substituído na linguagem cotidiana por uma língua muito diferente e não relacionada, o acádio; no entanto, permaneceu como uma língua de prestígio e continuou a ser usada em contextos religiosos e jurídicos. Pela necessidade de ensiná-lo como língua estrangeira, informações sobre o sumério foram registradas por escrito por escribas que falavam acádio.
Ao longo dos séculos, as listas foram padronizadas e as palavras sumérias receberam traduções em acádio. Por fim, surgiram textos que forneciam equivalentes em acádio não apenas para palavras isoladas, mas para paradigmas inteiros de formas variadas de palavras: um texto, por exemplo, tem 227 formas diferentes do verbo ĝar (“colocar”).

### Índia
O gramático indiano Pãnini, por volta do século VI a.C., produziu o 'Ástãdhyãyī, uma descrição extremamente precisa da gramática do sânscrito, baseada em regras formais que aproximam de algoritmos. Bod, Rens. A New History of the Humanities: The Search for Principles and Patterns from Antiquity to the Present. Oxford University Press, 2013. 

### Grécia
Na Grécia Antiga, o interesse pela linguagem surgiu no contexto da filosofia. Platão, no diálogo Crátilo, discute a relação entre os nomes e as coisas, introduzindo uma reflexão sobre a arbitrariedade ou naturalidade dos signos linguísticos. Aristóteles desenvolveu uma teoria mais sistemática, tratando a linguagem como representação do pensamento. Em sua obra Da Interpretação (Peri Hermeneias), ele analisa categorias gramaticais como sujeito e predicado, estabelecendo uma base para a lógica e a semântica. Swiggers, Pierre; Wouters, Alfons. Philosophie du langage et linguistique dans lÀntiquité classique. In: Haspelmath, Martin. Language Typology and Language Universals. Vol. 1. De Gruyter, 2001.
Os Estóicos fizeram da linguística uma parte importante de seu sistema sobre o cosmos e o ser humano. Eles tiveram papel fundamental na definição dos termos de signo linguístico que seriam mais tarde adotados por Ferdinand de Saussure, como “significante” e “significado”. Os estóicos estudaram fonética, gramática e etimologia como níveis separados de análise. Em fonética e fonologia, definiram os articuladores. A sílaba tornou-se uma estrutura importante para compreender a organização da fala. Uma das maiores contribuições dos estóicos ao estudo da linguagem foi a definição gradual da terminologia e da teoria que ecoa na linguística moderna.
Os gramáticos alexandrinos também estudaram sons da fala e prosódia; definiram as classes de palavras com noções como “substantivo” e “verbo”. Houve também um debate sobre o papel da analogia na linguagem: os grammatici em Alexandria defendiam que a língua, especialmente a morfologia, baseia-se na analogia ou no paradigma, enquanto os grammatici das escolas da Ásia Menor consideravam que a língua não se baseia em fundamentos analógicos, mas sim em exceções.
Os alexandrinos, como seus predecessores, interessavam-se muito pela métrica e seu papel na poesia. Os “[pé (poesia)|pés]” métricos na língua grega eram baseados na duração necessária para pronunciar cada sílaba, classificadas quanto ao seu peso como “longas” ou “curtas” (também chamadas de “pesadas” e “leves”, respectivamente, para distingui-las das vogais longas e curtas). O pé é frequentemente comparado ao compasso musical, sendo as sílabas longas equivalentes a semibreves e as curtas a mínimas. A unidade básica na prosódia grega e latina é a mora, definida como uma única sílaba curta. Uma sílaba longa equivale a duas moras. Uma sílaba longa contém ou uma vogal longa, ou um ditongo, ou uma vogal curta seguida de duas ou mais consoantes.
Diversas regras de elisão às vezes impedem que uma sílaba gramatical forme uma sílaba plena, e outras regras de alongamento ou encurtamento (como a correpção) podem gerar sílabas longas ou curtas em contextos inesperados. O metro clássico mais importante, definido pelos gramáticos alexandrinos, era o hexâmetro datílico, o metro da poesia homérica. Essa forma utiliza versos de seis pés: os quatro primeiros normalmente são dátilos, mas podem ser espondeus; o quinto é quase sempre um dátilo; e o sexto é um espondeu ou um troqueu. A sílaba inicial de cada pé é chamada de ictus, o “batimento” básico do verso. Geralmente há uma césura após o ictus do terceiro pé.
O texto Tékhnē grammatiké (c. 100 a.C., do grego gramma = “letra”), possivelmente escrito por Dionísio Trácio (170–90 a.C.), é considerado o mais antigo livro de gramática da tradição grega. Ele lista oito classes de palavras e apresenta em linhas gerais a morfologia grega, incluindo as estruturas de casos gramaticais. Destinado ao ensino (assim como a gramática de Pāṇini), também aborda pontuação e alguns aspectos da prosódia. Outras gramáticas, como a de Carísio (principalmente uma compilação de Trácio e de textos perdidos de Remmio Palemão e outros) e a de Diomedes (com foco maior na prosódia), foram populares na Roma como material didático para ensinar grego a falantes nativos de Latim.
Um dos estudiosos mais proeminentes de Alexandria e da Antiguidade foi Apolônio Díscolo. Apolônio escreveu mais de trinta tratados sobre sintaxe, semântica, morfologia, prosódia, ortografia, dialetologia e outros temas. Felizmente, quatro deles se preservaram — temos ainda uma Sintaxe em quatro livros e três monografias curtas sobre pronomes, advérbios e conectivos, respectivamente.
A lexicografia tornou-se um domínio importante de estudo, já que muitos gramáticos compilaram dicionários, tesauros e listas de palavras especiais (léxeis) que eram antigas, dialetais ou específicas (como termos médicos ou botânicos) para aquela época. No início da Idade Média, surgiram mais categorias de dicionários, como o de Suda (considerado o primeiro dicionário enciclopédico), dicionários etimológicos, entre outros.
Nesse período, a língua grega funcionava como uma lingua franca, falada em todo o mundo conhecido (para gregos e romanos) da época. Como resultado, a linguística moderna ainda enfrenta o desafio de superar essa herança. Com os gregos, iniciou-se uma tradição de estudo da linguagem. A terminologia inventada por gramáticos gregos e latinos no mundo antigo e medieval permanece presente no nosso cotidiano — basta pensar em conceitos como palavra, sílaba, verbo, sujeito etc.

### China
Na tradição chinesa, durante a dinastia Han (206 a.C.-220 d.C.), estudiosos se dedicaram ao estudo dos caracteres e da etimologia, resultando na obra Shuowen Jiezi, escrita por Xu Shen. Esta obra classifica cerca de 9.000 caracteres chineses com base em seus radicais e estrutura gráfica, contribuindo para a compreensão da formação e da evolução da escrita.
Semelhante à tradição indiana, a filologia chinesa (小學; xiǎoxué; “estudos elementares”) surgiu como um auxílio à compreensão dos clássicos chineses por volta do século III a.C., durante a dinastia Han Ocidental. A filologia passou a ser dividida em três ramos: exegese (訓詁; xùngǔ), gramática (文字; wénzì) e fonologia (音韻; yīnyùn). O campo atingiu seu apogeu no século XVII, durante a dinastia Qing. O Erya (por volta do século III a.C.), comparável ao Nighantu indiano, é considerado a primeira obra linguística da China. O Shuowen Jiezi (por volta de 100 d.C.), o primeiro dicionário chinês, classifica os caracteres chineses por radicais, uma prática que seria seguida pela maioria dos lexicógrafos subsequentes. Outras duas obras pioneiras produzidas durante a dinastia Han são o Fangyan, a primeira obra chinesa sobre dialetos, e o Shiming, dedicado à etimologia.
Tal como na Grécia antiga, os primeiros pensadores chineses, como Confúcio (551 – 479 a.C.), preocupavam-se com a relação entre os nomes e a realidade. Os mohistas posteriores, grupo conhecido como Escola dos Nomes, consideravam que um nome (名; míng) pode se referir a três tipos de realidade (實; shí): universais (cavalo), individuais (João) e irrestritos (coisa). Eles adotam uma posição realista sobre a conexão entre nome e realidade – os universais surgem porque “o próprio mundo fixa os padrões de semelhança e diferença pelos quais as coisas devem ser divididas em tipos”. A tradição filosófica apresenta um enigma bem conhecido, “um cavalo branco não é um cavalo”, de Gongsun Longzi (século IV a.C.), que se assemelha aos dos sofistas; Gongsun questiona se, em afirmações copulativas (X é Y), X e Y são idênticos ou se X é uma subclasse de Y.
Xunzi (c. 310) revisita o princípio de zhengming, mas, em vez de corrigir o comportamento para se adequar aos nomes, sua ênfase está em corrigir a linguagem para refletir corretamente a realidade. Isso é consistente com uma visão mais “convencional” sobre a origem das palavras.
O estudo da fonologia na China começou tardiamente e foi influenciado pela tradição indiana, após o Budismo ter se popularizado no país. O dicionário de rimas é um tipo de dicionário organizado por tom e rima, no qual a pronúncia dos caracteres é indicada por meio das grafias fanqie. Mais tarde, as tabelas de rimas foram produzidas para auxiliar na compreensão do fanqie.
Os estudos filológicos floresceram durante a dinastia Qing, tendo Duan Yucai e Wang Niansun como figuras centrais. O último grande filólogo da época foi Zhang Binglin, que também ajudou a lançar as bases da linguística chinesa moderna. O método comparativo ocidental foi introduzido na China por Bernard Karlgren, o primeiro estudioso a reconstruir o chinês médio e o chinês arcaico usando o alfabeto latino (não o AFI). Entre os importantes linguistas chineses modernos estão Yuen Ren Chao, Luo Changpei, Li Fanggui e Wang Li.
Os comentadores antigos dos clássicos concentravam sua atenção no conteúdo lexical e na função das palavras de ligação, em vez da sintaxe; a primeira gramática moderna da língua chinesa foi produzida por Ma Jianzhong (final do século XIX), com base em um modelo ocidental.

### Mundo árabe
Entre os séculos VIII e X, floresceu uma rica tradição gramatical impulsionada pela necessidade de preservar o árabe clássico do Alcorão. Um dos principais nomes é Sibawayh, cuja obra al-Kitãb (O Livro) sistematiza a gramática do árabe com base em observações empíricas e categorização rigorosa. Sua metodologia influenciou tanto a linguística islâmica quanto, indiretamente, o pensamento linguístico europeu medieval.
A tradição hebraica também teve destaque na Antiguidade e na Idade Média. Gramáticos judeus da diáspora, como Saadia Gaon (século X), elaboraram gramáticas e dicionários que analisavam o hebraico bíblico à luz da lógica e da filologia árabe, mostrando um intercâmbio entre tradições linguísticas distintas. 
Essas contribuições mostram que, muito antes da linguística se constituir como ciência moderna, diferentes civilizações já desenvolviam reflexões sistemáticas sobre a linguagem, seja em função de interesses filosóficos, religiosos, lógicos ou literários.

## A Linguística Comparativa e Histórica
A partir do século XVIII, especialmente com o contato europeu com as línguas do sul da Ásia, como o sânscrito, surgiram as bases da linguística comparativa. William Jones observou as semelhanças entre o sânscrito, o latim, o grego e outras línguas, levando à formulação da hipótese de uma língua ancestral comum — o protoindo-europeu.  
Durante o século XIX, linguistas como Franz Bopp, Rasmus Rask, Jacob Grimm e August Schleicher sistematizaram métodos para a reconstrução de línguas e o estudo das mudanças fonéticas. Franz Bopp desenvolveu comparações sistemáticas entre línguas indo-europeias e estabeleceu as bases da gramática comparativa. Rasmus Rask introduziu critérios rigorosos para identificação de correspondências fonéticas regulares. Jacob Grimm formulou a chamada Lei de Grimm, que descreve mudanças consonantais no germânico. August Schleicher propôs modelos de árvores genealógicas para representar o parentesco entre línguas, inaugurando a linguística histórica em moldes científicos. 
O século XIX também é marcado pela institucionalização da Linguística. Em 1810, Wilhelm von Humboldt fundou a Universidade de Berlim, que hoje carrega seu sobrenome. Foi nela que, em 1821, foi estabelecida a primeira cátedra de Linguística, ocupada por Franz Bopp. A historiografia contribuiu para essa legitimidade: em 1869, o filólogo Theodor Benfey publica a primeira obra considerada como história da linguística. Com isso, a área ganha mais legitimidade, sendo considerada "científica", e recebe mais investimento público — sobretudo na Alemanha, neste primeiro momento. 
A linguística comparativa e histórica também teve impacto na formação das ideais evolucionistas na linguagem. Schleicher, influenciado por Darwin, via as línguas como organismos que nascem, se desenvolvem e morrem. Essa perspectiva naturalista moldou debates sobre mudanças linguística, contato entre línguas e variação histórica.
Além do indo-europeu, estudos históricos se expandiram para outras famílias linguísticas, como as línguas semíticas, urálicas, dravídicas e bantu, mostrando que o método comparativo poderia ser aplicado globalmente. Esses estudos contribuíram para a construção de gramáticas históricas, dicionários etimológicos e tipologias linguísticas mais refinadas.
Ainda no século XIX, surge a escola dos Neogramáticos, que defendiam a regularidade das leis fonéticas e a importância da observação empírica. Eles enfatizavam que as mudanças sonoras ocorrem de forma mecânica e sem exceções, desde que consideradas as condições fonológicas corretas. Essa abordagem fotaleceu o rigor metodológico da linguística e pavimentou o caminho para as análises formais do século XX. 
Com essa expansão, a linguística histórica e comparativa firmou-se como um campo essencial na compreensão da evolução das línguas, estabelecendo paradigmas analíticos que ainda influenciam as pesquisas linguísticas contemporâneas.

## A Linguística Estrutural
A linguística estrutural surgiu no início do século XX com a publicação do Curso de Linguística Geral de Ferdinand de Saussure, a partir de anotações de seus alunos. Saussure propôs uma ruptura com a tradição histórica e comparativa, ao enfatizar o estudo sincrônico da linguagem - ou seja, a análise da estrutura da língua em um momento específico, e não apenas sua evolução ao longo do tempo. Saussure introduziu conceitos fundamentais como língua (langue) e fala (parole), signo linguístico (unidade de significante e significado) e a arbitrariedade do signo. Segundo ele, a linguagem é um sistema de diferenças, e cada elemento linguístico só possui valor dentro da rede de relações que o constitui. Essa visão influenciou profundamente os campos da semiótica, da antropologia e da filosofia da linguagem.
O estruturalismo se desdobrou em várias escolas. A Escola de Praga, liderada por Roman Jakobson e Nikolai Trubetzkoy, introduziu a fonologia como disciplina autônoma e criou o conceito de oposição distintiva. A Escola de Copenhague, com Louis Hjelmslev, desenvolveu a teoria glossemática, propondo uma abordagem altamente formal da linguagem. Nos Estados Unidos, Leonard Bloomfield estabeleceu o behaviorismo como base para a análise linguística, rejeitando significados mentais e priorizando dados observáveis.
O estruturalismo consolidou a linguística como ciência empírica, com métodos rigorosos para análise de fonemas, morfemas e estruturas sintáticas. Sua ênfase na descrição sistemática das línguas teve impacto duradouro em diversas áreas das ciências humanas e inspirou movimentos subsequentes como a linguística gerativa.

## Tranformações no Século XX
Durante a Segunda Guerra Mundial, dois linguistas norte-americanos — Leonard Bloomfield e William Mandeville Austin — desenvolveram, com o apoio de seus alunos, uma série de materiais didáticos para idiomas cujo conhecimento era necessário para o esforço de guerra. Esse trabalho levou a um fortalecimento do status da linguística como área de pesquisa. De fato, a disciplina se torna mais reconhecida em boa parte das universidades norte-americanas somente depois da guerra. 
A partir da década de 1950, a linguística passou por uma profunda transformação com o advento da gramática gerativa, proposta por Noam Chomsky. Em oposição ao behaviorismo, Chomsky argumentou que a linguagem é uma capacidade inata da mente humana, e que a competência linguística não pode se explicada apenas por dados observáveis. Assim, Chomsky propôs uma distinção fundamental entre competência e desempenho. Em obras como Syntactic Structures (1957) e Aspects of the Theory of Syntax (1965), ele introduziu a ideia de uma gramática universal e de regras formais capazes de gerar sentenças gramaticais de uma língua. Chomsky, Noam. Aspects of the Theory of Syntax. Cambridge: MIT Press, 1965.
As ideias de Chomsky provocaram debates intensos com outras correntes teóricas, como a linguística funcionalista, a sociolinguística e a pragmática. A linguística passou a se diversificar, incorporando modelos de análise da linguagem em uso, variação linguística, cognição, discurso e ideologia. Michel Foucault, por exemplo, relacionou a linguagem ao poder e ao saber, enquanto Mikhail Bakhtin destacou a dialogicidade dos enunciados. 
A linguística também se aproximou de outras ciências cognitivas, como a psicologia e a neurociência. A psicologia da linguagem já vinha se desenvolvendo desde, ao menos, 1770, com o trabalho de Johan Gottfried Herder. Ao longo de todo o século XIX, esse movimento ganha força com outras abordagens envolvendo a linguagem — sobretudo a frenologia, as descobertas da Área de Broca e da Área de Wernicke, as pesquisas com afasiologia e o crescente interesse pela aquisição da linguagem. Esse conjunto de trabalhos fez parte do processo que culminou na chamada revolução cognitiva ou virada cognitiva da década de 1950. É nesse contexto que as ideias de Chosmky ajudam a impulsionar áreas em ascensão, como a psicolinguística e a neurolinguística.  Somado a isso, ocorreram também avanços em tecnologia e linguística computacional, voltada para o processamento de linguagem natural por máquinas.
Em 1965, William Stokoe, Carl Croneberg e Dorothy Casterline, linguistas da Universidade Gallaudet, publicaram uma análise que demonstrou que a Língua de Sinais Americana (LSA, nome original: American Sign Language, ASL) se encaixa nos critérios que definem uma língua natural. 
No Brasil, a consolidação da linguística como campo científico ocorreu ao longo do século XX, com destaque para Joaquim Mattoso Câmara Jr., que introduziu o estruturalismo no país. Outros nomes importantes incluem Aryon Rodrigues, Izidoro Blikstein, Ingedore Koch, Ataliba Castilho e José Luiz Fiorin. Hoje, a linguística brasileira é marcada pela pluralidade teórica e pela interlocução com questões sociais, culturais e políticas. 
A linguística contemporânea é, portanto, um campo interdisciplinar e multifacetado, que continua a se transformar diante das mudanças culturais, tecnológicas e científicas do mundo moderno.

## Linguística no Brasil
Assim que chegaram ao Brasil, os europeus sentiram a necessidade de aprender o Tupí, para que fosse possível uma troca social e econômica com os povos indígenas que ocupavam o litoral. Os jesuítas, indo ainda mais longe, preocuparam-se em escrever sobre a língua indígena, registrando suas diferentes formas. Em consequência disso, a primeira gramática da língua tupí, publicada em Coimbra em 1595, foi escrita por José de Anchieta, obra na qual o padre jesuíta expôs minuciosamente os diversos fenômenos fonéticos da língua. Além das gramáticas, vários vocabulários foram organizados por missionários, bem como outras obras foram traduzidas e adaptadas, como o Catecismo, ou mesmo, escritas em Tupí, como é o caso de algumas cantigas. Essas obras eram, em geral, religiosas, utilizadas na catequização dos indígenas. 
No Brasil, as ideias da linguística estruturalista, aquelas desenvolvidas por Saussure e seus sucessores, foram trazidas principalmente por Joaquim Mattoso Câmara Júnior, que publicou os Princípios de Linguística Geral em 1942, o primeiro compêndio escrito em português sobre esta ciência. Para além deste trabalho, Câmara Jr. também publicou Para o estudo da fonêmica portuguesa, pesquisa pioneira que procura distinguir os fonemas da língua e questões de rima e prosódia. Acrescenta-se, portanto, aos estudos filológicos e gramaticais a linguística como ciência na pesquisa realizada nos cursos de Letras e Linguística no Brasil a partir da recepção de diferentes teorias da linguagem.
Além de Mattoso Câmara Jr., outros nomes também se destacam na consolidação da linguística no espaço brasileiro ainda na metade do século XX, como Theodoro Henrique Maurer Júnior e Aryon Rodrigues. Em seguida, após a emergência de novas teorias e a virada linguístico-pragmática, também pode-se citar a importância de Izidoro Blikstein, Isaac Nicolau Salum, Ingedore Grünfeld Villaça Koch, Miriam Lemle, Ataliba Teixeira de Castilho, José Luiz Fiorin, Dino Preti, Marcelo Dascal, Kanavillil Rajagopalan e Mary Kato.

## Linguística no Brasil hoje
O campo da linguística no Brasil é marcado atualmente por grande diversidade teórica e metodológica, refletindo tanto o amadurecimento da disciplina quanto os desafios colocados por um país multilíngue, desigual e multicultural. Há produção científica significativa em áreas como sociolinguística, linguística indígena, análise do discurso, linguística textual, fonologia, semântica, sintaxe, psicolinguística e linguística aplicada.
Projetos de documentação e revitalização de línguas indígenas ganharam destaque nos últimos anos, com atuação de centros como o Museu do Índio (FUNAI), o Laboratório de Línguas Indígenas (LALI) e o Programa de Documentação de Línguas e Culturas Indígenas (PRODOCLIN), da Universidade de Brasília (UnB). Essas iniciativas buscam registrar e fortalecer línguas ameaçadas, muitas vezes em colaboração com as próprias comunidades. Rodrigues, Aryon Dall`lgna; Cabral, Ana Suelly Arruda. Revitalização de línguas indígenas. Brasília: LALI/UnB, 2012.
Na área da linguística aplicada, pesquisadores têm abordado temas ligados à formação de professores, ensino de línguas, letramento e políticas linguísticas. A ANPOLL (Associação Nacional de Pós-Graduação e Pesquisa em Letras e Linguística) organiza grupos de trabalho que fomentam a articulação entre pesquisa acadêmica e políticas educacionais.ANPOLL. Grupos de Trabalho.
A linguística crítica e o diálogo com estudos decoloniais e interseccionais também se intensificaram, especialmente no estudo das relações entre linguagem, identidade, gênero e raça. A análise do discurso crítica (ADC), o estudo de práticas letradas em contextos periféricos e a linguística antropológica são exemplos de áreas que têm problematizado as relações entre linguagem e poder no Brasil. Rojo, Roxane; Barbosa, Ana Cristina. "Multiletramentos na escola". In: Revista Brasileira de Linguística Aplicada, v. 9, n. 2, 2009. Fiorin, José Luiz. O discurso e a construção do outro: estrutura e estratégias do discurso e a construção do outro: estrutura estratégias do discurso do ódio. São Paulo: Contexto, 2017.
Além disso, novas gerações de linguistas têm explorado interfaces com ciência de dados, inteligência antificial e linguística computacional, incluindo o processamento automático de texto e fala em português e em línguas minoritárias. Projetos como o Corpus do Português, o Linguateca e o Projeto Lap&Fala da Universidade Federal do Rio de Janeiro ilustram o avanço dessas iniciativas. Aluísio, Sandra M.; Barcelos, Rodrigo C. Processamento de linguagem natural e linguística computacional: um panorama da pesquisa brasileira. In: Revistas Letras de Hoje, v. 55, n. 1, 2020.
Essa multiplicidade de enfoque reflete a vitalidade da linguística no Brasil contemporâneo, que articula tradição acadêmica, compromisso social e inovação tecnológica para lidar com a complexidade das práticas linguísticas no país.